# The Wild, the Innocent & the E Street Shuffle
The Wild, the Innocent & the E Street Shuffle ist das im Jahre 1973 veröffentlichte zweite Studioalbum des US-amerikanischen Rocksängers Bruce Springsteen.

## Geschichte
Nach Greetings from Asbury Park, N.J., wurde auch Springsteens zweites Album im Sommer 1973 in den 914 Sound Studios aufgenommen. Um Geld zu sparen, buchte Springsteens damaliger Produzent Mike Appel die Nachtstunden für die Aufnahmen. Das und die ohnehin recht schlechten Bedingungen des 914 führten zu Produktionen, die von den CBS-Verantwortlichen strikt abgelehnt wurden. Erst nach einigen Überarbeitungen wurde das Album produziert und im November 1973 veröffentlicht. Von der Kritik gewürdigt, blieb auch diesem Album der kommerzielle Erfolg vorerst versagt. Im ersten Jahr nach der Veröffentlichung wurden 50.000 Exemplare in den USA verkauft, was wie schon beim ersten Album nicht zum Sprung in die Billboard 200 reichte. In den folgenden Jahren erreichte es jedoch mit einer Million verkauften Exemplaren Platin-Status.
Nach dem Debütalbum, das hauptsächlich akustisch und spärlich instrumentiert war, ist das zweite Album das erste echte E Street Band-Album, das starke Einflüsse von Soul, Jazz und Funk aufweist und stark von Van Morrison inspiriert wurde.
1987 wurde das Album von der US-amerikanischen Musikzeitschrift Rolling Stone auf Platz 51 der 100 besten Alben der letzten 20 Jahre und 2003 auf Platz 132 der 500 besten Alben aller Zeiten gewählt.
Im Jahr 2010 erschien das Album mit Greetings from Asbury Park, N.J. und den fünf folgenden Studioalben in dem CD-Box-Set The Collection 1973 – 84.

## Titelliste

### Originalausgabe

#### Seite A
1. The E Street Shuffle – 4:26
2. 4th of July, Asbury Park (Sandy) – 5:35
3. Kitty’s Back – 7:07
4. Wild Billy’s Circus Story – 4:43

#### Seite B
1. Incident on 57th Street – 7:45
2. Rosalita (Come Out Tonight) – 7:02
3. New York City Serenade – 9:56

Alle Songs wurden von Bruce Springsteen geschrieben.